# Jakobinizm
Jakobinizm (fr. jacobinisme, od łac. Jacobus – Jakub) – skrajnie lewicowy kierunek polityczno-społeczny (ideologiczny); nazwa pochodzi od francuskich jakobinów, tzn. członków klubu politycznego działającego w okresie rewolucji francuskiej.

## Historia
Rewolucyjne ugrupowanie reprezentujące ideę jakobinizmu zaczęło tworzyć się w Wersalu, spośród posłów do Konstytuanty pochodzących z Bretanii nazywając się nieoficjalnie Klubem Bretońskim. Niedługo potem dołączyli do nich bardziej znani posłowie z pozostałych prowincji francuskich. Od początku jakobinizmowi przyświecał jeden cel, a było nim wywieranie wpływu na Zgromadzenie Narodowe, w szczególności na prace i decyzje przez nich podejmowane. Możliwe to było tylko dzięki opracowaniu niezwykle skutecznej taktyki. Głównym narzędziem walki jakobinów był terror, a sztandarowym hasłem: „gwałt niech się gwałtem odciska”.
W 1789 roku Konstytuanta przeprowadziła się do Paryża. „Bretończycy” musieli wprowadzić się do innego budynku, a dokładnie rzecz ujmując do dominikańskiego klasztoru św. Jakuba (stąd ich nowa nazwa) przy ulicy Saint-Honoré. W ten sposób utworzyli oficjalnie Towarzystwo Rewolucji, przemianowane wkrótce na Towarzystwo Przyjaciół Konstytucji z siedzibą w Paryżu, w budynku jakobinów. Przewodniczącym klubu jakobinów był Maximilien de Robespierre, francuski adwokat i mówca, członek Stanów Generalnych i Konstytuanty, a potem jeden z przywódców rewolucji francuskiej.
W wyniku działalności klubu jakobinów doszło do zgilotynowania króla Francji Ludwika XVI. Na przełomie lat 1793/94 podwładni Robespierre’a przejęli całkowitą władzę we Francji. Klub jakobinów został zlikwidowany w 27 VII 1794. Ścięto przywódców idei jakobinizmu. Jakobini usiłowali ponownie dojść do władzy, ale dążenie zniweczył wojskowy zamach stanu Napoleona Bonaparte.

## Jakobinizm w Polsce
Również w historii Polski zapisana jest idea jakobinizmu. Przedstawiciele tej ideologii nazywani byli Hugonistami od nazwiska jednego z przywódców, Hugona Kołłątaja. Jakobini polscy tworzyli antyrosyjski klub zawiązany podczas obradowania Sejmu Czteroletniego (1788-1792).
Cel, do którego dążyli członkowie klubu stanowiły znaczące reformy, które polegały przede wszystkim na obaleniu monarchii. Oprócz tego Hugoniści walczyli o zniesienie pańszczyzny i poddaństwa chłopów, a także wprowadzeniu równości dla wszystkich obywateli.
To dzięki działalności tego klubu doszło w 1794 roku do insurekcji kościuszkowskiej. Jednakże po kilku krwawych samosądach, które miały miejsce podczas insurekcji naczelnik Tadeusz Kościuszko zlikwidował klub. W wyniku III rozbioru Polski większość krajowych jakobinów zmuszona została do udania się na emigrację. Ich idee pojawiły się ponownie dopiero w 1830, kiedy to wybuchło powstanie listopadowe w Towarzystwie Patriotycznym, którego przewodnikiem został Joachim Lelewel. Klub został ponownie zlikwidowany przez generała J. Krukowieckiego w efekcie nieudanego zamachu stanu.